# كبير مديري قانون الأحكام العرفية
إن منصب كبير مديري قانون الأحكام العرفية هو منصب حكومي رفيع المستوى يوجد في دول مثل باكستان وبنغلاديش وإندونيسيا، حيث يتم منح سلطة تنفيذية وصلاحيات كبيرة لصاحب هذا المنصب لفرض الأحكام العرفية في البلاد. ويتم استخدام هذا المنصب غالبًا من جانب ضباط الجيش عند تدبير انقلاب عسكري. وفي بعض الحالات، كان هذا المنصب تحت مسؤولية رئيس الدولة المدني.

## باكستان
من بين أشهر شاغلي هذا المنصب في باكستان:
1. المشير أيوب خان (1957–58): شغل هذا المنصب في فترة حكم الرئيس اسكندر ميرزا
2. الجنرال يحيى خان (1968–69): شغل المنصب في عهد الرئيس أيوب خان
3. ذو الفقار علي بوتو (1971–73): أصبح أول رئيس مدني يشغل هذا المنصب في باكستان بعد حرب تحرير بنغلاديش.
4. الجنرال محمد ضياء الحق (1977–79): شغل هذا المنصب في عهد الرئيس فضل إلهي شودري بعد الإطاحة برئيس الوزراء بوتو.
5. الجنرال برويز مشرف (1999–2001): شغل هذا المنصب في عهد الرئيس محمد رفیق تارر، على الرغم من أنه كان يُعرف "بالرئيس التنفيذي لباكستان."

## بنغلاديش
من بين أشهر شاغلي هذا المنصب في بنغلاديش:
1. الجنرال خالد مشرف (1975): شغل هذا المنصب لأربعة أيام بعد الانقلاب ليقتل في انقلاب مضاد بقيادة العقيد أبو طاهر، مستئنفًا عهد اللواء ضياء الرحمن.
2. القاضي أبو سادات محمد صائم (1975–76): شغل هذا المنصب عندما كان الرئيس الخامس لبنغلاديش
3. اللواء ضياء الرحمن (1976–77): شغل هذا المنصب أثناء فرض الأحكام العرفية وحتى سحب العمل بالأحكام العرفية وتوليه الرئاسة عام 1977.
4. الجنرال حسين محمد إرشاد (1982): شغل هذا المنصب حتى سحب العمل بقانون الأحكام العرفية في الفترة 1982-1986.

في بنغلاديش، قام اللواء أبول مونجور بو عام 1981، والفريق نسيم عام 1996 بانقلاب عسكري فاشل.

## إندونيسيا
في إندونيسيا، شغل هذا المنصب لفترة وجيزة قائد الجيش سوهارتو، الذي استولى على السلطة عام 1965 وأجبر الرئيس أحمد سوكارنو على الاستقالة عام 1967. كما فرض سوكارنو الأحكام العرفية خلال فترة توليه منصب رئيس إندونيسيا.

## وصلات خارجية
- Martial law in Pakistan
- Bangladesh (1975-77)
- Martial law in Bangladesh